# 21 Guns (Band)
21 Guns ist eine AOR-/Hard-Rock-Band aus Los Angeles, USA.

## Geschichte
21 Guns war eine amerikanische Melodic-Hardrock-Band, die Anfang der 1990er Jahre von Thin-Lizzy-Gitarrist Scott Gorham, Bassgitarrist Leif Johanson und Schlagzeuger Mike Sturgis gegründet wurde, die sich durch ihre Arbeit mit Tom Galleys und Wilfried Rimensbergers Phenomena kennengelernt hatten. Zu dieser Zeit wurde die Band von Sänger Tommy La Verdi angeführt, der früher der Band A440 angehörte. A440 hatte mäßigen Erfolg mit Songs wie Method to My Madness und Flair for the Dramatic. La Verdi wurde für das zweite Album durch den ehemaligen Sons-of-Angels-Sänger Hans-Olav Solli ersetzt. Die Band wurde im Jahr 2000 aufgelöst. 

## Diskografie
Alben
- Salute (1992; BMG Music)
- Nothing’s Real (1997; Victor Entertainment, Inc.), nur in Japan und Großbritannien veröffentlicht
- Demo-Lition (2002; Z Records)

Singles
- Knee Deep (1992; BMG Music)
- Little Sister (1992; BMG Music)
- These Eyes (1992; RCA)
- Walking (Remix) (1993; RCA)